# Karlbad

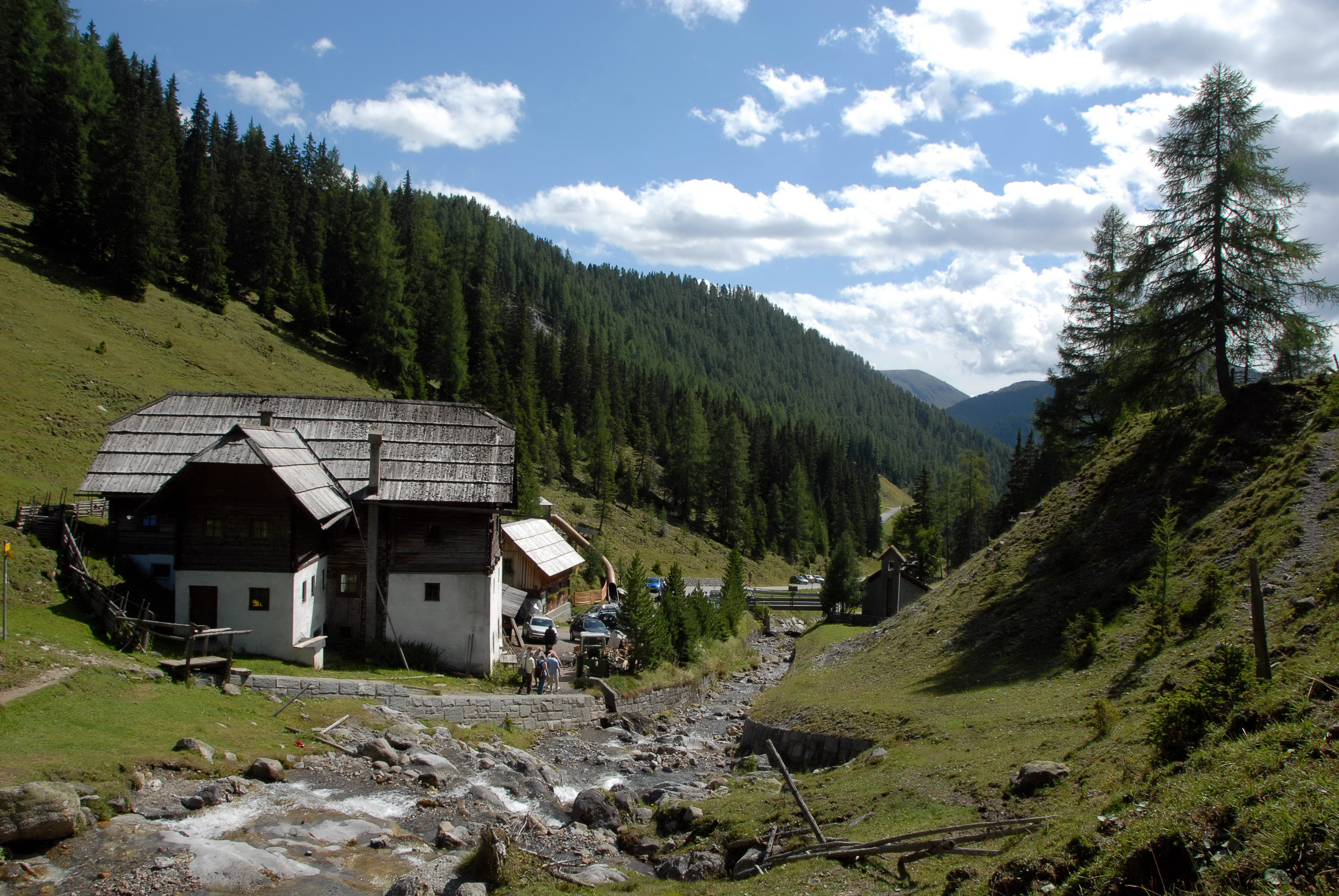
Karlbad Nordansicht

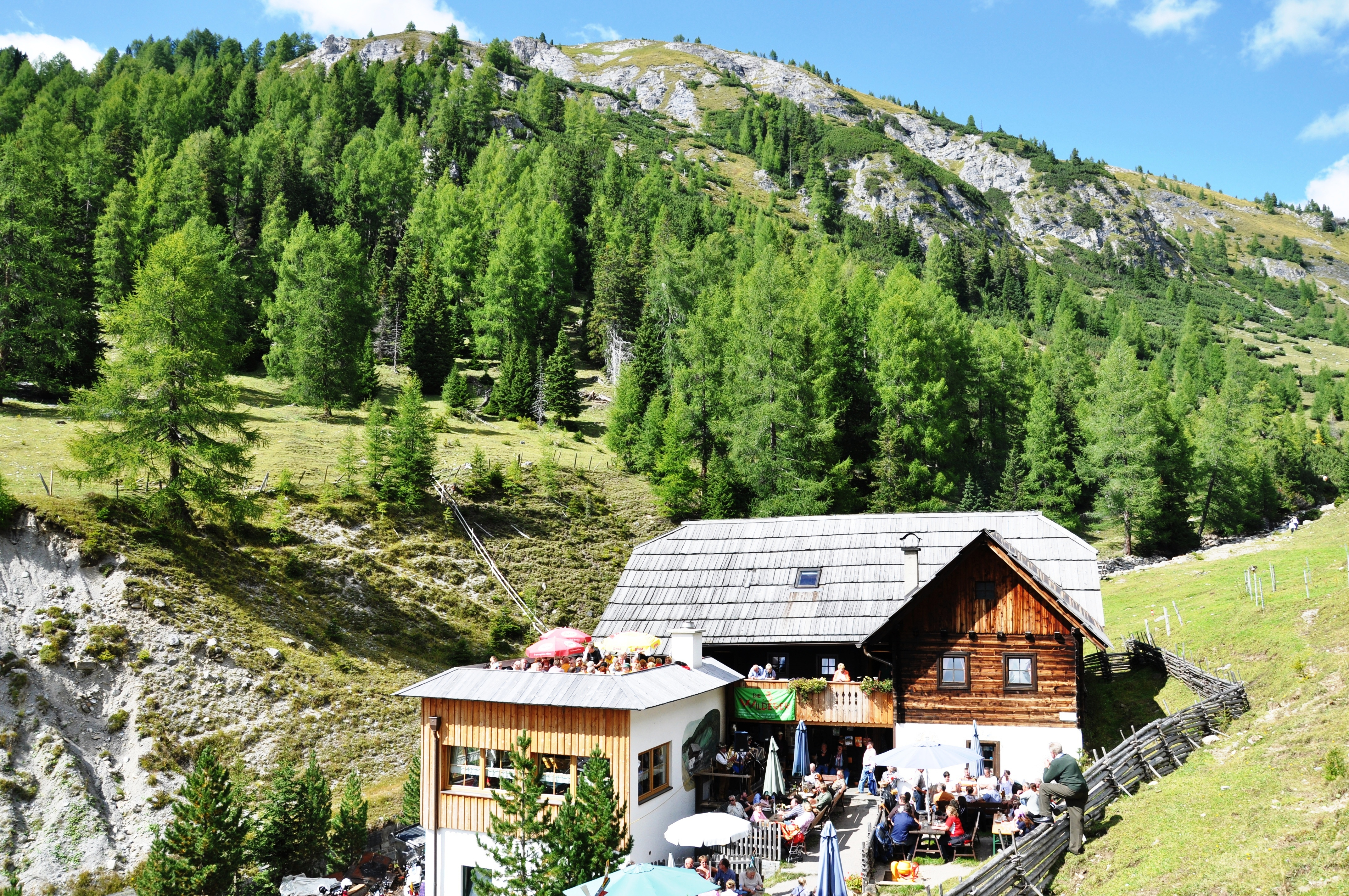
Karlbad 2010

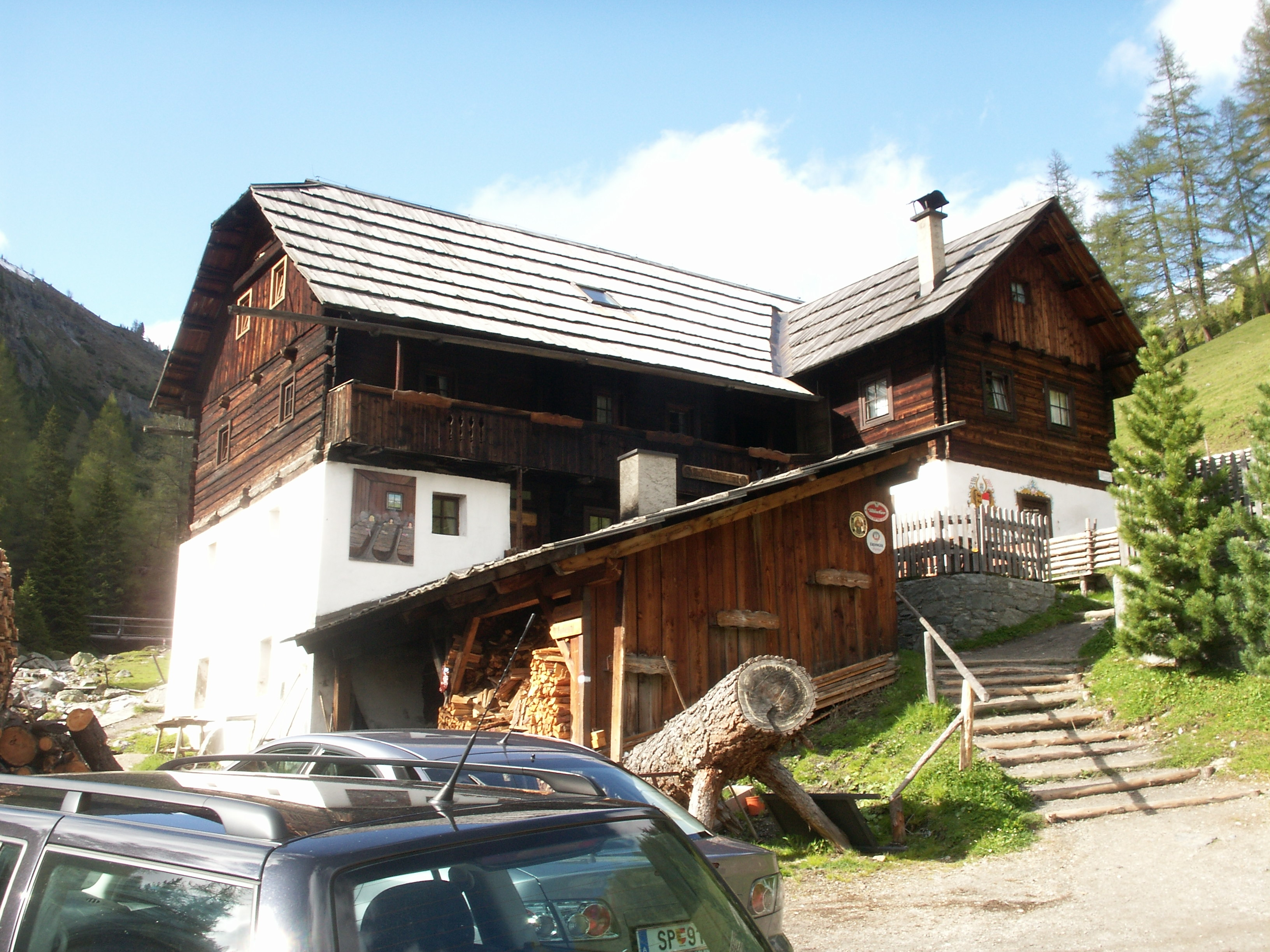
Karlbad Südansicht

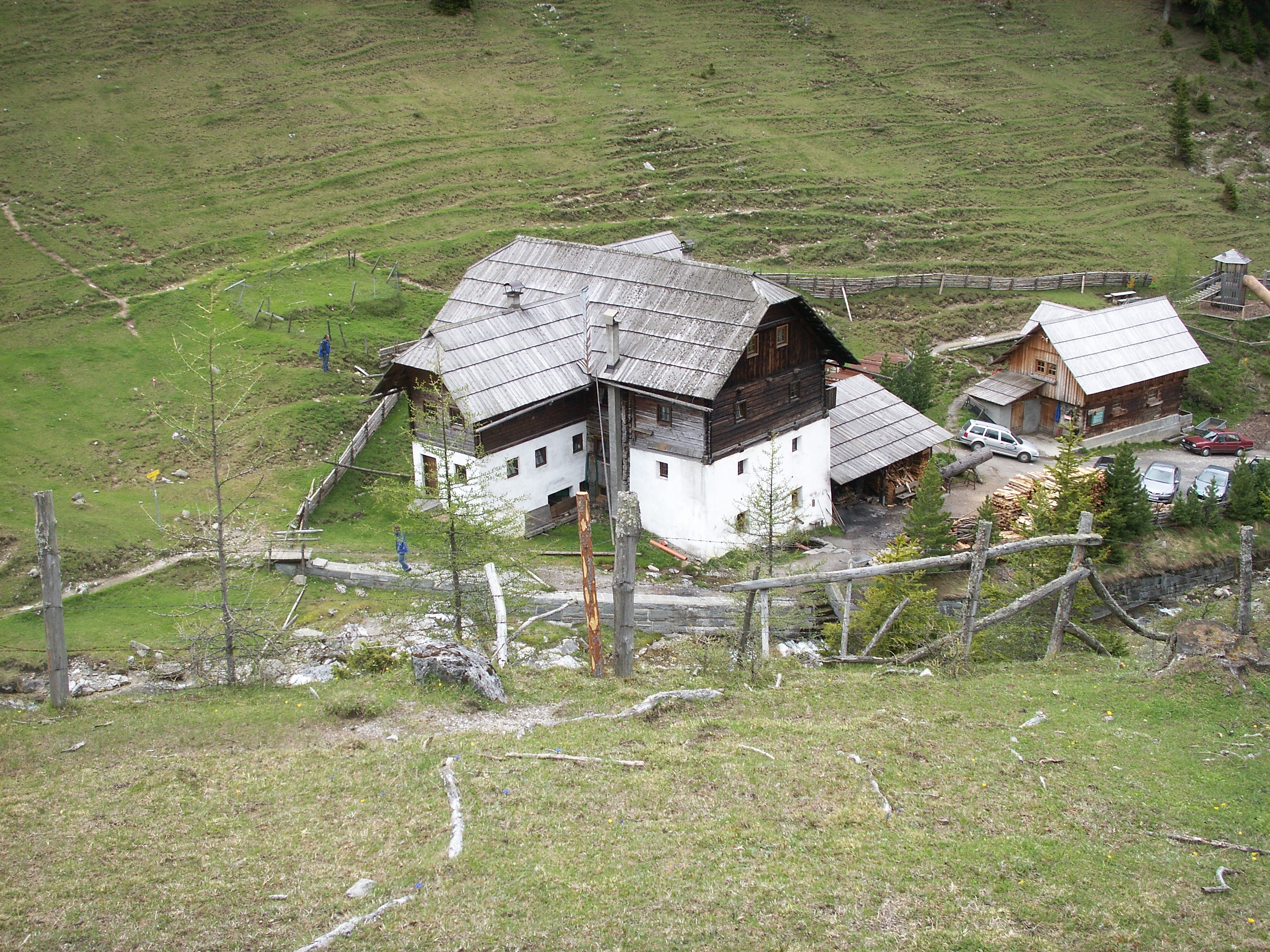
Karlbad Westansicht

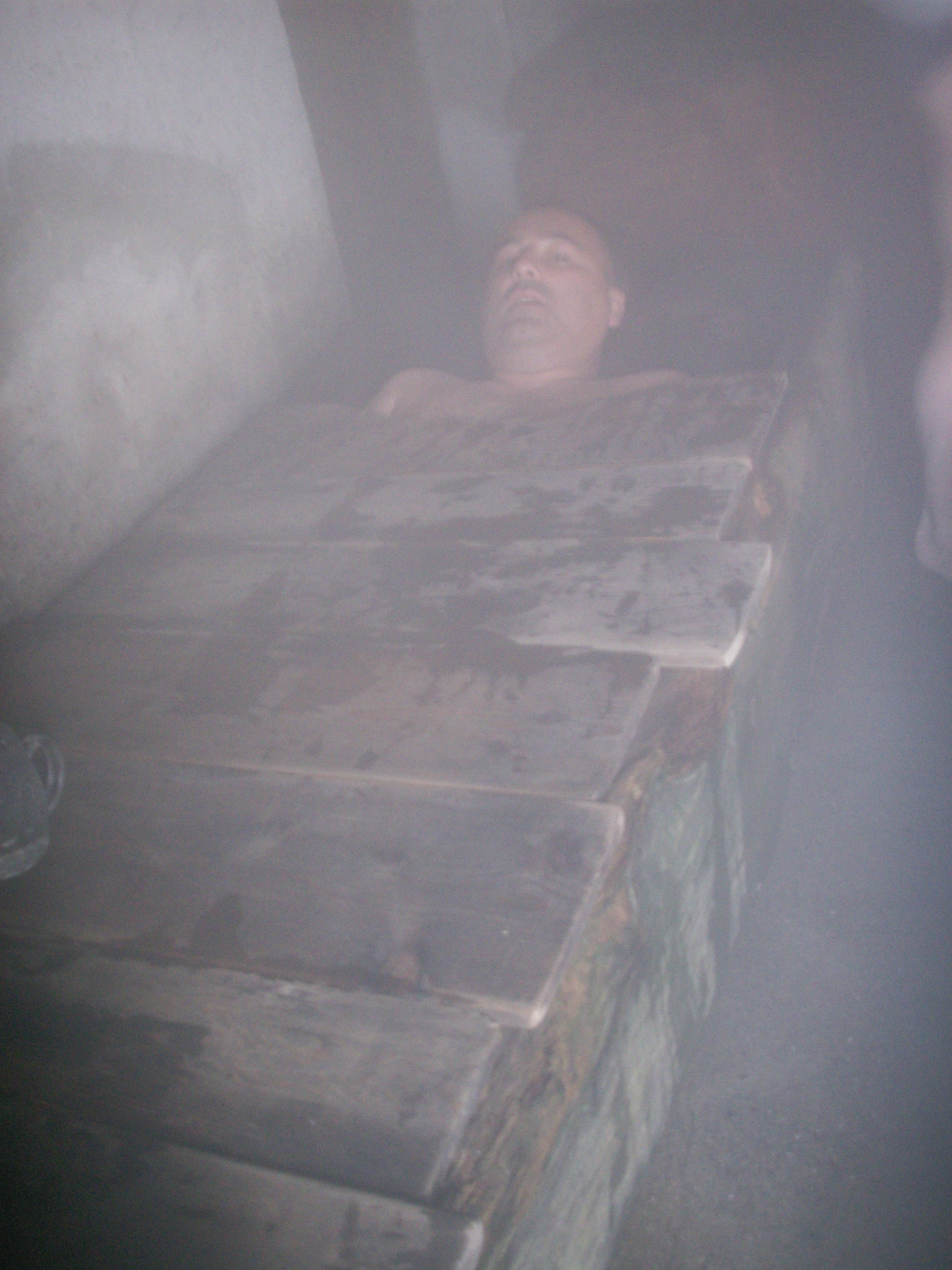
Badegast im Karlbad

Das Karlbad ist ein altes Bauernbad in Kärnten, das als letztes seiner Art in den Ostalpen gilt.
Das Karlbad-Anwesen liegt in 1693 m Seehöhe inmitten des Biosphärenparks Nockberge in den Gurktaler Alpen. Die Zufahrt zu dieser auf dem Gemeindegebiet von Krems in Kärnten liegenden originellsten Kuranstalt Österreichs erfolgt seit 1981 über die Nockalmstraße, also entweder von Kremsbrücke im Liesertal oder Ebene Reichenau am Fuße der Turracher Höhe aus. Früher war das im hintersten Teil des Leobengrabens liegende Bad nur nach stundenlangem Fußmarsch erreichbar. Erst ab 1965 gab es einen notdürftig befahrbaren Weg. Die Bezeichnung „Karl“ geht vermutlich auf das kleine Kar nördlich des Bades, einer Hochmulde zwischen den Gipfeln von Eisentalhöhe und Königstuhl zurück, aus deren Quellen der am Bad vorbeifließende Karlbach gespeist wird, nachdem auch der Karlnock (früher Kärlnock) benannt ist. Ursprünglich wurde dieses Heilbad auch Kärlbad von Bad im Kärl(ein) genannt.

## Geschichte
Die frühesten Überlieferungen im Volksmund datieren aus der zweiten Hälfte des 17. Jahrhunderts. Die ersten schriftlichen Hinweise stammen vom Gmünder Arzt Anton Karl von Willburg, der rheuma- und gichtgeplagte Bauern, Jäger und Holzfäller zu einer Kur im Karlbad geschickt hat. Dieser Arzt und Forscher schrieb dem Wasser mit Spuren von Radium, Schwefel und Eisen eine besondere Heilwirkung zu.
Ursprünglich wurde unter freiem Himmel gebadet. Das vermutlich aus einer Schwaig hervorgegangene Badegebäude in klassischem Kärntner Baustil, Blockbau auf gemauertem Untergeschoß, erhielt 1893 sein jetziges Aussehen. Erbaut wurde das Gebäude vom 1788 geborenen Melchior Payr, Stefljörgenbauer zu Ried bei Sankt Peter ob Rennweg, von dem es 1845 an dessen Schwiegersohn Jakob Aschbacher, zuerst Bergknappe in Innerkrems und später Bauer beim Oberpirker in Sankt Peter in Tweng überging. Dieser baute das Badehaus 1862, das fast unmittelbar über einer radonhaltigen Quelle liegt. Im Untergeschoß wird das kalte Wasser über Holzrinnen in die 14 aus Lärchenstämmen gehackten Badetröge geleitet. Dem Badehaus vorgebaut ist eine Heizstelle mit Schrägdach ohne Kamin, in der die Bachsteine erhitzt werden.
Der seit gut 200 Jahren unverändert ablaufende Badebetrieb beginnt in den frühen Morgenstunden. Das zerkleinerte, reichhaltige Konglomeratsgestein des Karlbaches wird in der Glut eines Scheiterhaufens aus Lärchenholz auf bis zu 1.000 Grad erhitzt. Mit ausgemuldeten Holzgefäßen, den Zirbenschwingen, werden die heißen Steine zu den Holzwannen getragen und in das Quellwasser geworfen. Viele Steine zerspringen durch die plötzliche Abkühlung. Dadurch lösen sich Mineralien im Wasser und heilsamer Dampf entsteht.
Der Ruf des Wirts zum Bad, ein lang gezogenes „Bådn“ hat „Jedermann“-Charakter. Die Gäste steigen, getrennt nach Männer und Frauen, in das bis zu 40 Grad warme Wasser der mit Brettern bedeckten Tröge, verweilen dort nackt und schweigend je nach Konstitution etwa eine dreiviertel Stunde lang. Dazu wird frisches Quellwasser getrunken, das auch zur saunaähnlichen Abkühlung des dampfenden Körpers dienen kann. Im Anschluss legt man sich zur Erholung wieder ins Bett. Den Nachmittag verbringen die meisten Kurgäste mit Wanderungen in der stillen Weite der Nockberge. Eine wirksame Kur sollte ca. drei Wochen dauern, wobei Hausmannskost, Höhenluft und Entspannung zur Erholung beitragen.
Der heutige Gasthof hat lediglich sieben Gästezimmer, auf einen weiteren Ausbau sowie auf moderne Technik – es gibt weder Stromaggregat noch Telefon – wird zugunsten der Authentizität des Badebetriebs bewusst verzichtet; im Schein von Petroleumlampen und Kerzen lässt sich erahnen, was Dunkelheit in der stromlosen Zeit bedeutet hat. Die Bauernfamilie Aschbacher betreibt jeweils im Sommer nunmehr in der achten Generation den Badebetrieb samt Gaststätte, Pension und Viehzucht. Vom dazugehörigen Bauernhof im Tal stammen die Zutaten für die einfach gehaltene Kärntner Bauern-Küche (etwa Polenta, Fleisch-, Kärntner- oder Kletzennudel, Reindling), wobei man sich an den traditionellen Kärntner Rezepten orientiert.

## Referenzen